# 錢銶
錢銶（?—?），杭州临安人。中国五代十国时期吴越国大臣。
錢銶是吴越武肃王钱镠的从父弟，钱宙的孙子。龙纪年间，淮南节度使六合镇遏使徐约得到苏州，钱镠命錢銶率兵攻打，徐约投海而死，錢銶攻克苏州。不久苏州又被淮南拿下，钱镠又派兵攻克。錢銶有功，被钱镠授为苏州招缉使，一说苏州安抚使。